# Elisabeth Endriss
Elisabeth Roswitha Endriss, Ehename Wicki-Endriss (* 2. Juli 1944 in Eger, Reichsgau Sudetenland), ist eine deutsche Schauspielerin und Synchronsprecherin.

## Leben
Endriss erhielt ihre Schauspielausbildung an der Otto-Falckenberg-Schule in München.
Sie arbeitete vor allem am Theater, drehte aber auch einige Kino- und Fernsehfilme, wie Das Geld liegt auf der Bank von Curth Flatow.
1977 lernte sie den Schauspieler, Fotografen und Regisseur Bernhard Wicki kennen und trat unter anderem in seinen Filmen Sansibar oder Der letzte Grund und Das Spinnennetz auf.
1995 heiratete sie Wicki.
Nach dessen Tod im Jahre 2000 gründete sie den Bernhard-Wicki-Gedächtnisfonds e. V., der den Friedenspreis des Deutschen Films – Die Brücke verleiht. Sie ermöglichte auch die Ausstellung des fotografischen Werkes von Wicki.
2007 stellte Elisabeth Endriss ihre Filmbiographie Verstörung – und eine Art von Poesie. Die Filmlegende Bernhard Wicki fertig.

## Filmografie (Auswahl)
- 1977: Onkel Silas (Fernsehzweiteiler)
- 1979: Die Buddenbrooks
- 1981: Der Spot oder Fast eine Karriere
- 1982: Blut und Ehre – Jugend unter Hitler (Fernsehmehrteiler)
- 1984: Polizeiinspektion 1 (Fernsehserie, Folge: Gebrochene Herzen)
- 1985: Marie Ward – Zwischen Galgen und Glorie
- 1989: Das Spinnennetz
- 1990, 1992: Derrick (Fernsehserie, verschiedene Rollen, 2 Folgen)
- 1991: Der Alte (Fernsehserie, Folge: Ganz für sich allein)
- 1994: Praxis Bülowbogen (Fernsehserie, Folge: Heimlichkeiten)
- 1994: Der Alte (Fernsehserie, verschiedene Rollen, 2 Folgen)
- 1996: Kommissar Klefisch (Folge Vorbei ist vorbei)
- 1997: Tatort – Akt in der Sonne (Fernsehreihe)
- 1997: Sophie – Schlauer als die Polizei (Fernsehserie, Folge: Ein Grab an der Donau)
- 1999: SOKO München (Fernsehserie, Folge: Blutige Spur)
- 1999: Tatort – Der Heckenschütze
- 2007: Verstörung – und eine Art von Poesie. Die Filmlegende Bernhard Wicki (Regie, Drehbuch, Produzent)

## Hörspiele
- 2001: Philip K. Dick: Zeit aus den Fugen – Bearbeitung und Regie: Marina Dietz (Hörspiel – BR)

## Ehrungen
- 2009: Verdienstkreuz am Bande der Bundesrepublik Deutschland
- 2019: Europamedaille der Bayerischen Staatskanzlei